# 家田仁
家田 仁（いえだ ひとし、1955年11月25日 - ）は、日本の社会基盤工学者。政策研究大学院大学教授。工学博士、技術士（総合技術監理部門、建設部門）、土木学会認定特別上級土木技術者（交通）。

## 略歴
- 1955年11月 - 東京都生まれ[3]
- 1974年3月 - 東京教育大学附属高等学校（現・筑波大学附属高等学校）卒業
- 1978年3月 - 東京大学工学部土木工学科卒業[3]
- 1978年4月 - 日本国有鉄道入社[3]
- 1984年6月 - 東京大学工学部助手[3]
- 1986年3月 - 東京大学より工学博士の学位を取得[4]
- 1986年6月 - 東京大学工学部助教授[3]
- 1988年8月-1989年11月 - 西ドイツ 航空宇宙研究所（現・ドイツ航空宇宙センター）交通研究部客員研究員[3]
- 1993年8月-1994年8月 -  フィリピン大学交通研究センター（NCTS）客員教授[3]
- 1995年11月 - 東京大学工学部教授[3]
- 2002年-2004年 - 社会基盤学専攻長および社会基盤学科長[5]
- 2008年 - 清華大学客員教授[5]
- 2014年 - 政策研究大学院大学教授（兼任）[2]
- 2016年 - 東京大学退職[1]
- 2016年 - 政策研究大学院大学教授（専任）[2]
- 2017年 - 北京大学客員教授[1]
- 2020年 - 土木学会会長

研究分野は交通・都市・国土に関わる諸計画と諸政策。昨今は東アジア圏の経済発展と国際交通政策や鉄道駅を中心にした都市の拠点開発、実践型の高度道路交通システム戦略なども研究課題としている。所属学会は土木学会、日本都市計画学会、日本交通学会、世界交通学会、アジア交通学会。

## 著書
- 家田仁、岡並木、国際交通安全学会・都市と交通研究グループ『都市再生―交通学からの解答』学芸出版社、2002年。ISBN 978-4761522889。
- 中村英夫、家田仁、東京大学社会基盤学教室『東京のインフラストラクチャー―巨大都市を支える』（2版）技報堂出版、2004年。ISBN 978-4765516464。